# Dan Dailey
Daniel James Dailey Jr. (født 14. december 1915, død 16. oktober 1978) var en amerikansk danser og skuespiller. Han er bedst husket for en række populære musicals, han indspillede for 20th Century Fox som Mother Wore Tights (1947).

## Opvækst
Dailey blev født den 14. december 1915, i New York City, til Daniel James Dailey Sr. og Helen Theresa (født Ryan) Dailey. Hans lillesøster var skuespillerinde Irene Dailey.

## Teater
Han optrådte i et minstrel show i 1921, og senere optrådte i vaudeville. Han arbejdede som golf caddy og skosælger før sin første store gennembrud, hvor arbejder for en sydamerikansk krydstogt i 1934.
Han Broadway-debuterede i 1937 i Babes in Arms. Han fulgte det med Stars in Your Eyes og I Married an Angel.